# コムエアー (南アフリカ)
コムエアー（英語: Comair Limited）は、かつて存在した南アフリカ共和国の航空会社。

## 概要
1943年に「コマーシャル・エアサービス（Commercial Air Services）」として設立され、1946年からフェアチャイルド 24を用いてチャーター便の運航を開始した。定期便の就航は1948年の7月からセスナ 195にてヨハネスブルグ（ランド空港）ーダーバン間で開始された。
ブリティッシュ・エアウェイズのフランチャイズ（およびワンワールドアフィリエイトメンバー）に加え、アフリカ初のLCCブランド『kulula.com』も運営。同国国内線とその近隣国にて定期便を運航していた。
2019年から2022年にかけての導入予定で、8機のボーイング737-8を発注していた。
2022年5月、資金難に伴い運航停止。翌6月、清算手続きに入ることが発表された。

## 就航都市
2019年現在の路線
- 南アフリカ共和国
  - ヨハネスブルグ
  - ケープタウン
  - ダーバン
  - ポート・エリザベス
- ザンビア
  - リヴィングストン
- ジンバブエ
  - ハラレ
  - ヴィクトリアフォールズ
- ナミビア
  - ウィントフック
- モーリシャス
  - ポートルイス

## 保有機材
※2019年現在
- ボーイング737-400 10機
- ボーイング737-800 16機（うち7機はリース）

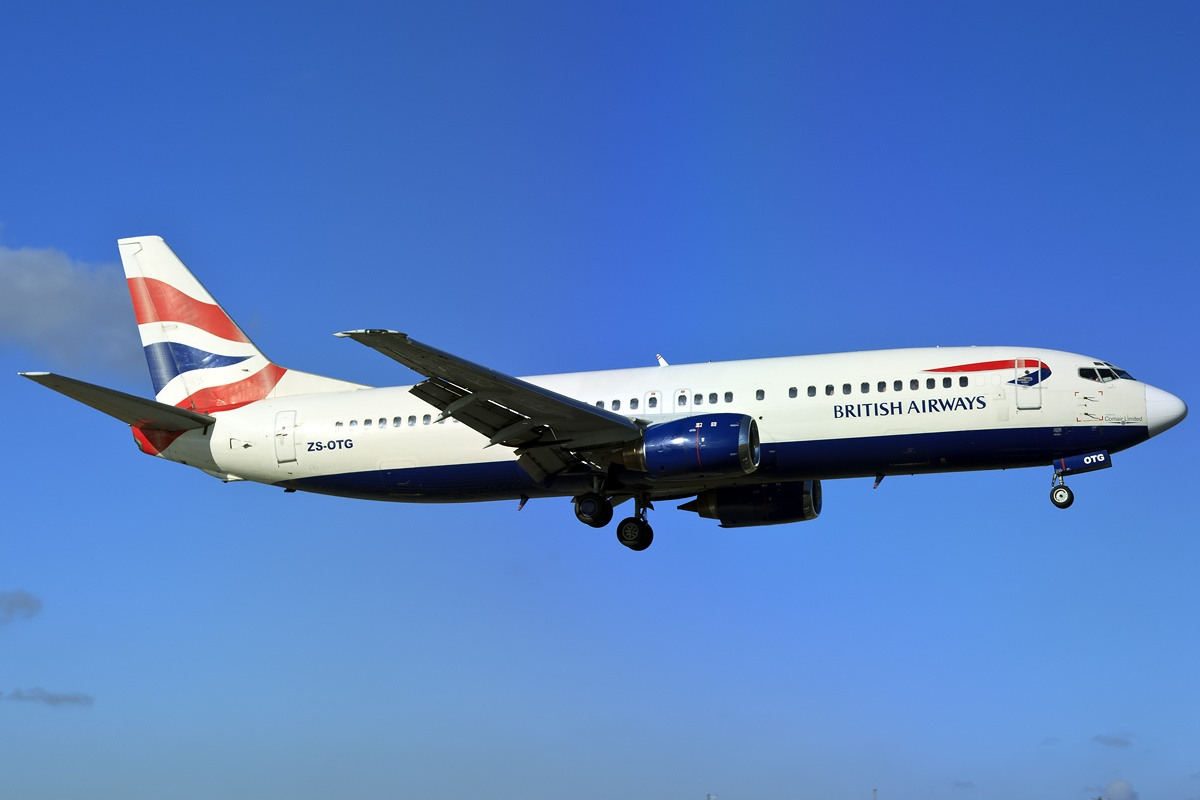
ボーイング737-400
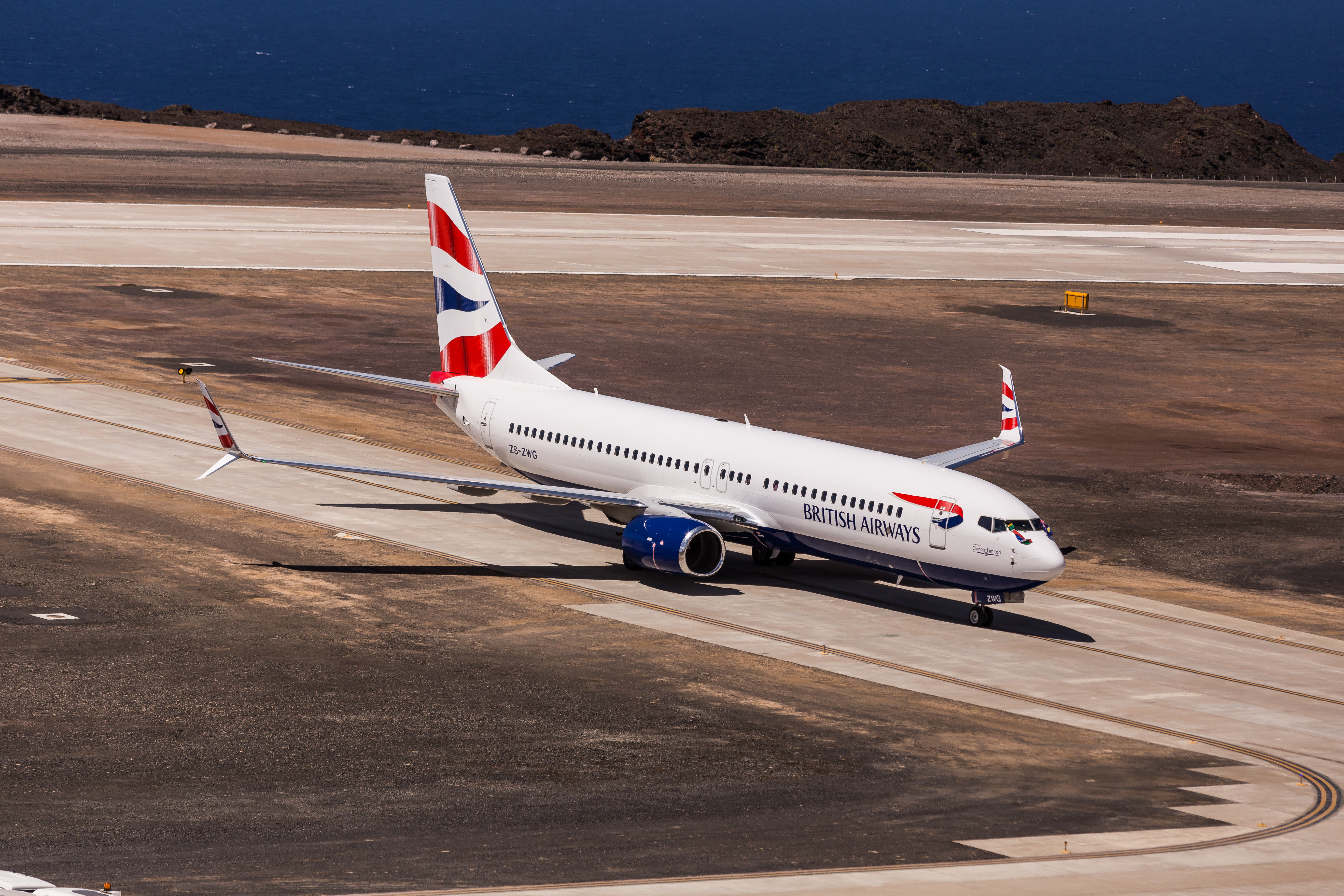
ボーイング737-800

### Kulula.com
※2022年時点
- ボーイング737-400 1機
- ボーイング737-800 7機

## 退役機材

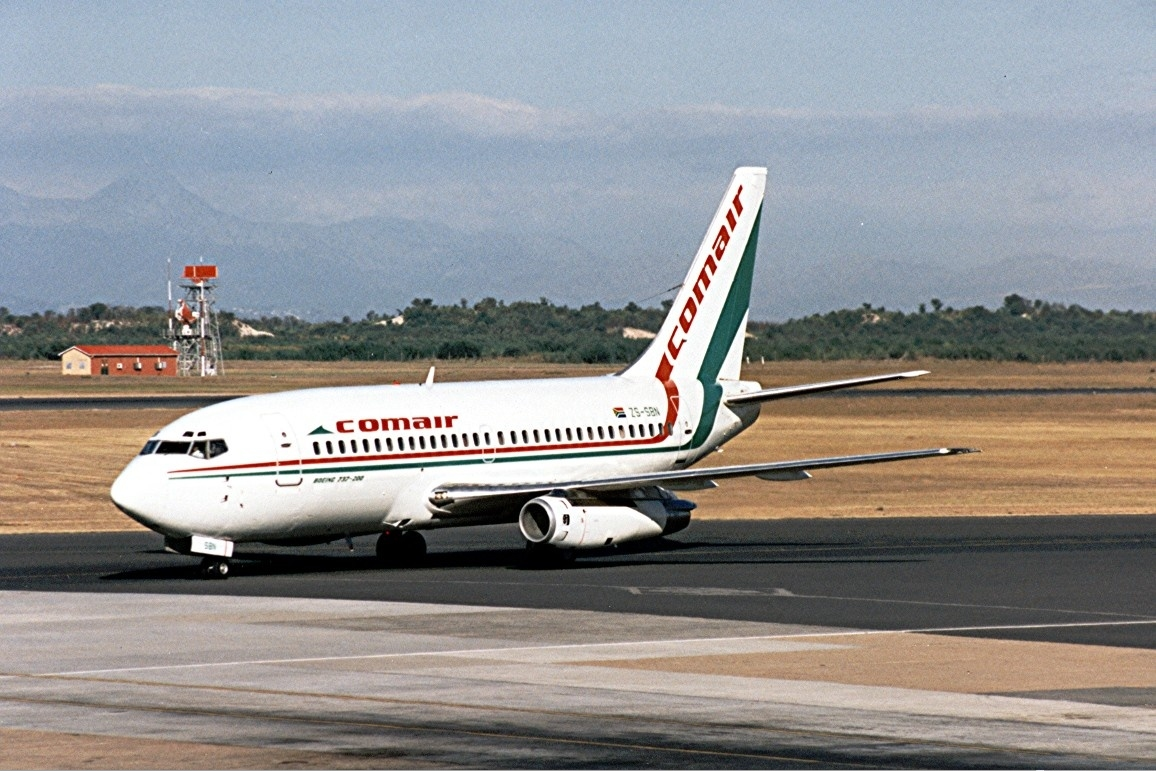
ボーイング737-200
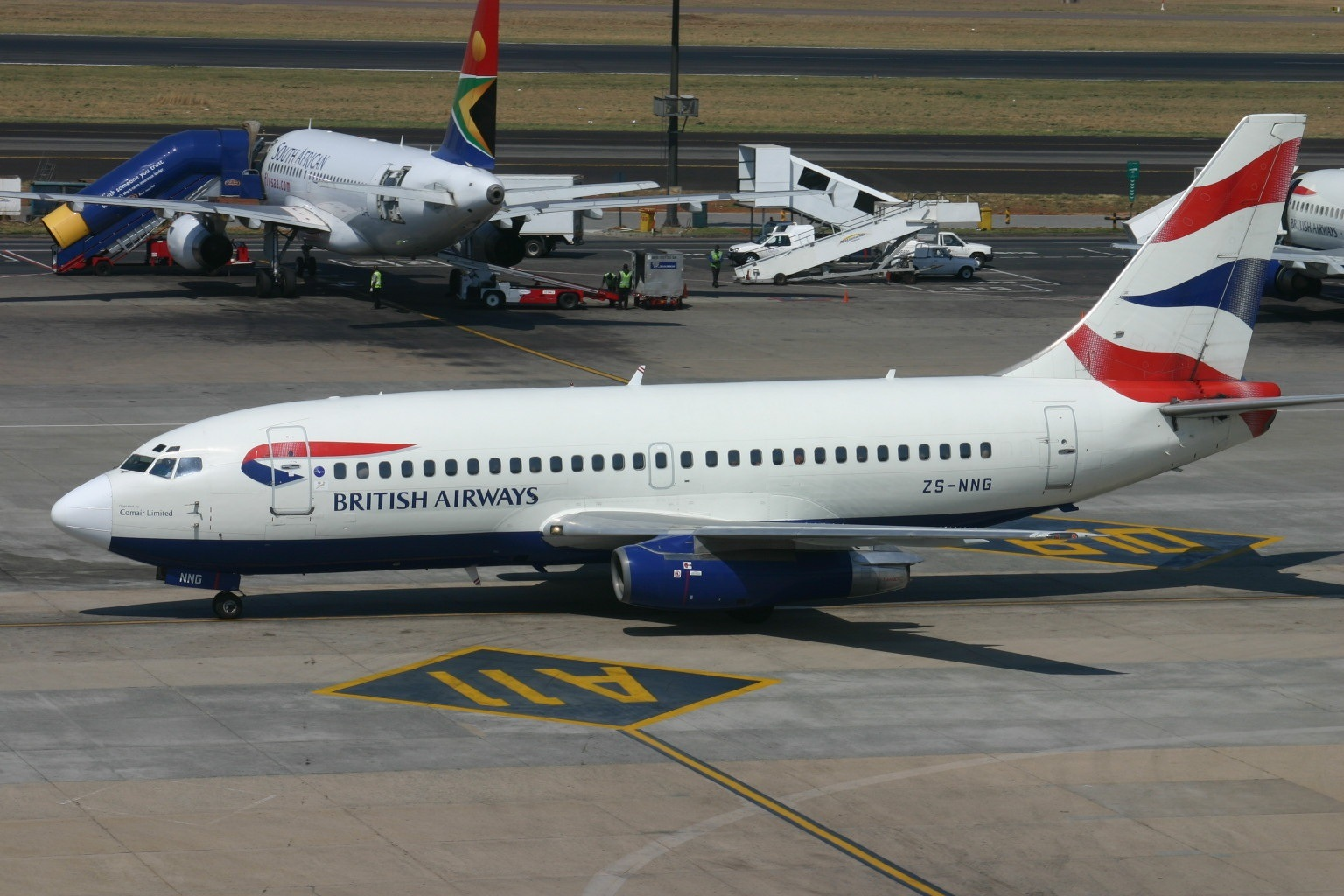
ボーイング737-300
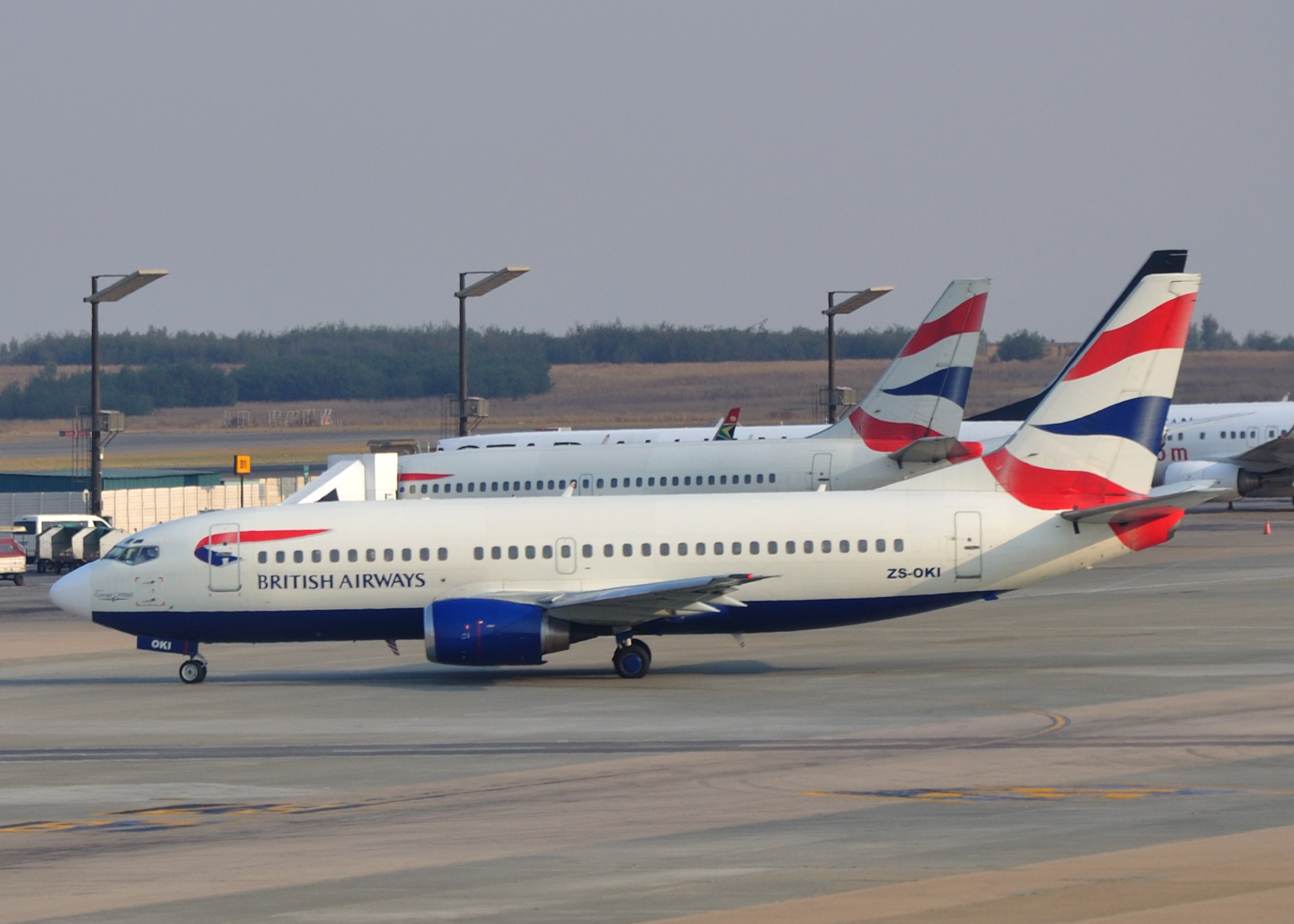
ボーイング767-200ER
- ATR 42-500
- ATR 72-200

- ボーイング737-200
- ボーイング737-200
- ボーイング737-300